# Solid SC
El Solid SC es un equipo de fútbol de Sri Lanka que juega en la Liga Premier de Sri Lanka, la segunda división nacional.

## Historia
Fue fundado el 13 de agosto de 1983 en la ciudad de Anuradhapura y pasó como equipo regional hasta 2013 cuando logró el ascenso a la Liga Premier de Sri Lanka por primera vez.
En la temporada 2014/15 logra ser campeón nacional por primera vez.

## Palmarés
- Liga Premier de Sri Lanka: 1

2014/15
- División Uno de Sri Lanka: 1

2011/12